# Grote of Sint-Nicolaaskerk (Edam)
De Grote of Sint-Nicolaaskerk is de oude stadskerk van de Nederlandse stad Edam. Het is tevens de grootste hallenkerk van Nederland.
De glas-in-loodramen, gemaakt door onder anderen Isaac Nocolay, maakten in 1991 onderdeel uit van de Lijst 'Top 10' Glas-in-lood van het toenmalige ministerie van WVC in verband met aanvullende beschermende maatregelen bij buitengewone omstandigheden.

## Geschiedenis
In de 15e eeuw werd begonnen met de bouw van kerk en toren. Het ging oorspronkelijk om een kleinere kruiskerk die na verbreding van de zijbeuken van het schip een hallenkerk werd. Ook werd het koor uitgebreid en de portalen in laatgotische stijl toegevoegd. De kruisarmen, het transept, zijn echter nooit verlengd, waardoor hier in de muren inhammen zijn. De kerk bereikte in 1518 met de bouw van het hallenkoor de huidige omvang.

## Brand van 1602
Door een verwoestende brand in 1602 ging de kap van de kerk totaal verloren. De kerk kreeg vervolgens een nieuwe kap. Als meester-timmerman was hierbij Jan Janszoon Vijselaer betrokken. Later zou hij ook deze functie vervullen bij de bouw van de Grote Kerk van Schermerhorn. Ook werden er door tal van andere Hollandse steden nieuwe vensters geschonken met gebrandschilderde glazen. Het herstelwerk werd in 1626 afgerond. De toren werd hierbij ook niet hersteld naar de originele hoogte, de bovenste geleding werd in 1701 opgeleverd met jaartalankers. De klok is gegoten door Gerard Schimmel.

## Librije

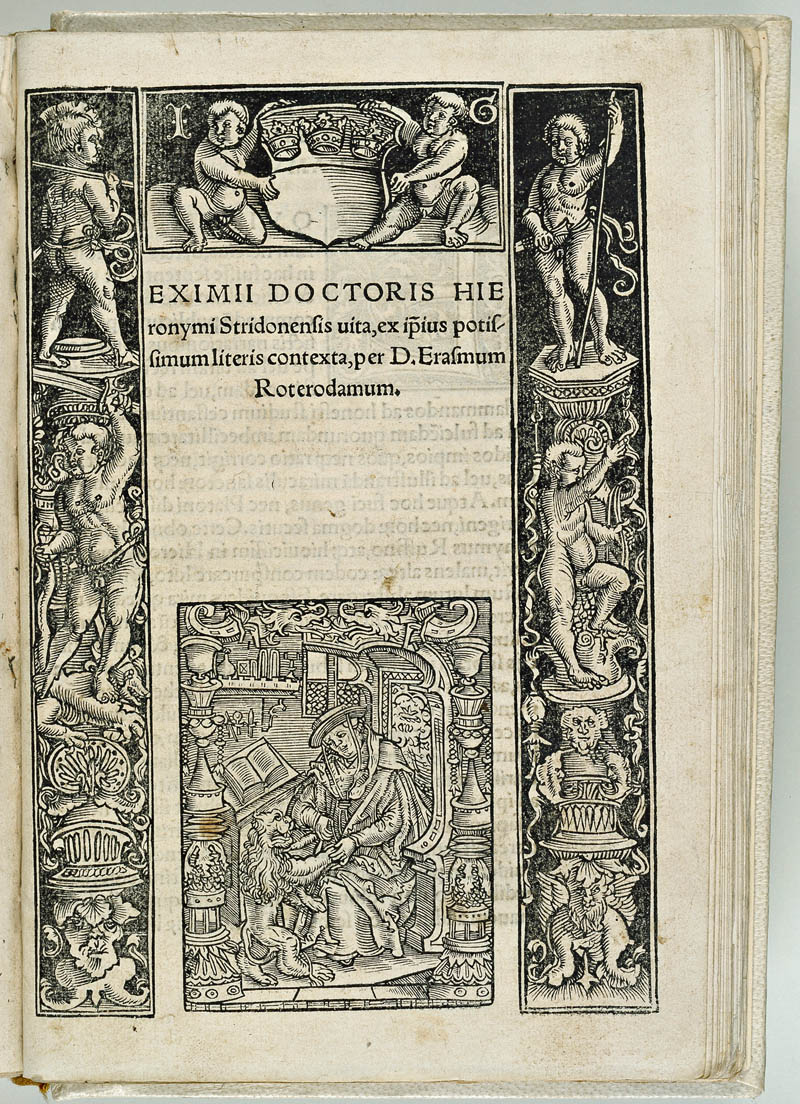
Een van de boeken uit de Librije van Edam met een sierrand door Johann Gymnich op de titelpagina van Erasmus' levensbeschrijving van Hieronymus. Aanvraagnummer: [https://opc-kb.oclc.org//PPN?PPN=136448186 KB KW EDAM 13:5

In de kerk was ook een Latijnse school en een Librije gevestigd, gelegen boven de sacristie bij het zuiderportaal. De boeken uit de Librije zijn sinds 1934 in bruikleen bij de Koninklijke Bibliotheek in Den Haag. De collectie bestaat uit 158 titels in 107 banden. Het zijn voornamelijk theologische werken in het Latijn; werken van kerkvaders, al dan niet gebaseerd op uitgaven van Erasmus, maar ook van reformatorische auteurs. Van Heinrich Bullinger, de opvolger van Huldrych Zwingli in Zürich, komt het grootste aantal titels voor (15).

## Kerkhof
Het kerkhof aan de noord- en oostzijde van de kerk bevat een aantal grote pronkgraven van bekende Edamse families zoals Pont. Een van de monumenten, een stervende leeuw met daarboven een engel, is gemaakt door de Amerikaanse beeldhouwer Frank Edwin Elwell.